# Михаил Хадживълчев
Михаил (Минко) Димитров Хадживълчев или Хадживълчов е български общественик, предприемач и участник в национално-освободителните борби от Банско.

## Биография
Роден на 11 януари 1854 година в Банско, Османската империя. Произхожда от известния род Хадживълчеви. Баща му Димитър Хадживълчев е дългогодишен кмет на селото. Михаил Хадживълчев учителства няколго години в училището в Банско, след което започва да участва в търговския бизнес на баща си.
В навечерието на Априлското въстание се включва в революционното движение. Става близък помощник на хаджи Кандит Дъгарадин при изграждането на революционен комитет в Банско през 1876 година.
След частичното освобождение в 1878 година, при което Македония е оставена в Османската империя, Хадживълчев заедно с Никола Хаджиласков организира банскалии за участие в Кресненско-Разложкото въстание. Делегат е на свиканото от митрополит Натанаил Охридски събрание на въстаниците в Горна Джумая. По време на въстаническите действия е в четата на Баньо Маринов, с която след тежко сражение влиза в Банско.
След въстанието заедно със своето семейство, майка му и баща му и брятата му се мести първоначално в Горна Джумая, а по-късно в Дупница, Княжество България, където престояват една година до амнистията. След това се връщат в Банско, където баща му Димитър отново става кмет. Михаил и братята му обаче решават да напуснат опожареното село и първоначално той и Иван, а по-късно и Лазар се установяват в София, столицата на новосъздаденото Княжество България.
Заедно с братята си Иван и Лазар основават първата специализирана мебелна фабрика в България след създаването на Княжеството. Освен с мебели фирмата търгува и със суров дървен материал и вино. Фирмата им установява връзки с виенската „Тонет“ и довежда майстори от Австро-Унгария и Италия, които да обучават техните работници. В 1908 година братята купуват голям парцел в София, зад Централната баня и прокарват улица - днешната улица „Триадица“, която даряват на общината. През 1920 година те даряват 60 000 златни лева на Министерството на просвещението за построяването на хотел в Банско, от чиито доходи общината да построи ново училище в Банско и да залеси голите хълмове в околностите на града.
В 1874 година Михаил се жени за Катерина Хаджиласкова, сестрата на Никола Хаджиласков, с която има 6 дъщери. След смъртта на Катерина се жени повторно за Мария Дъгарадина, дъщеря на Кандит Дъгарадин, учителка в Банско, с която има един син.
Михаил Хадживълчев умира на 18 ноември 1920 година във Виена, Австрия.